# Krępcewo
Krępcewo (deutsch Kremzow) ist ein Dorf im Powiat Stargardzki (Stargarder Kreis) der polnischen Woiwodschaft Westpommern.

## Geographische Lage
Krępcewo liegt in Hinterpommern, etwa zehn Kilometer nordwestlich des Dorfs Dolice (Dölitz), elf Kilometer südöstlich der Stadt Stargard (Stargard in Pommern) und 42 südöstlich von Stettin (Szczecin). Das Dorf befindet sich am linken Ufer des Flusses Ina (Ihna).

## Geschichte
Aus vorgeschichtlicher Zeit stammt das Hünenbett Kremzow, ein Ost-West-orientiertes Ganggrab.

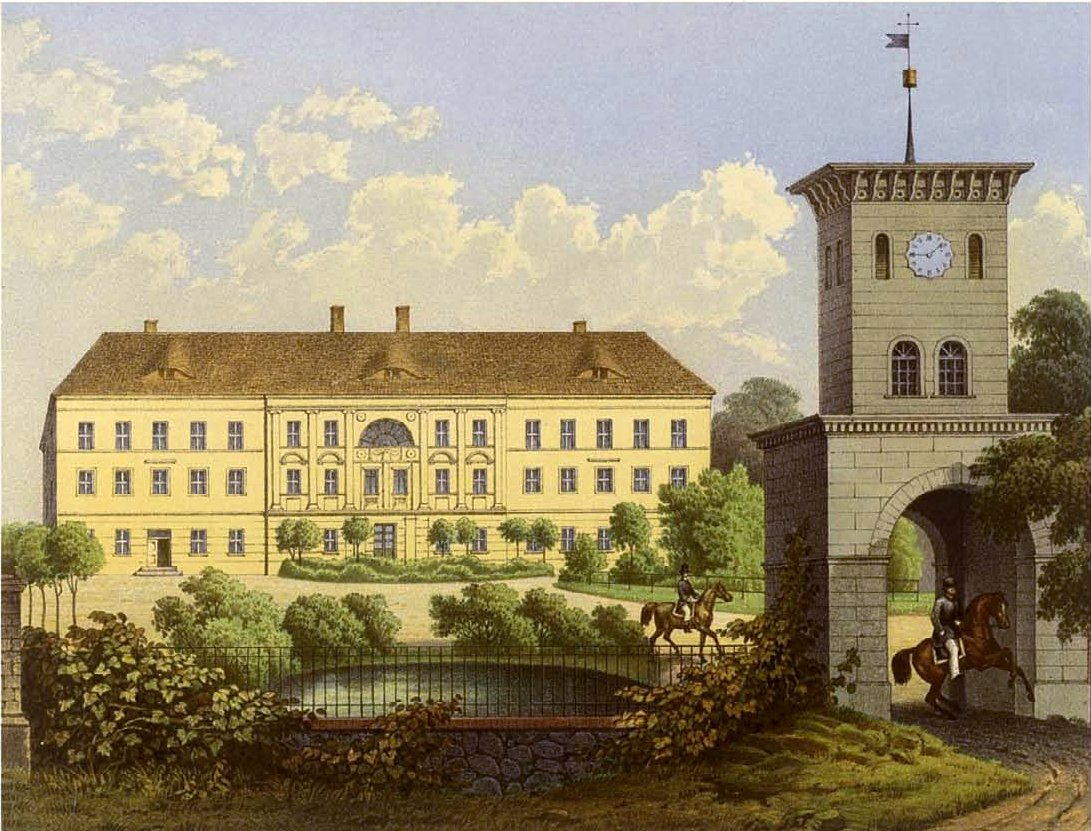
Schloss Kremzow in der Sammlung Duncker

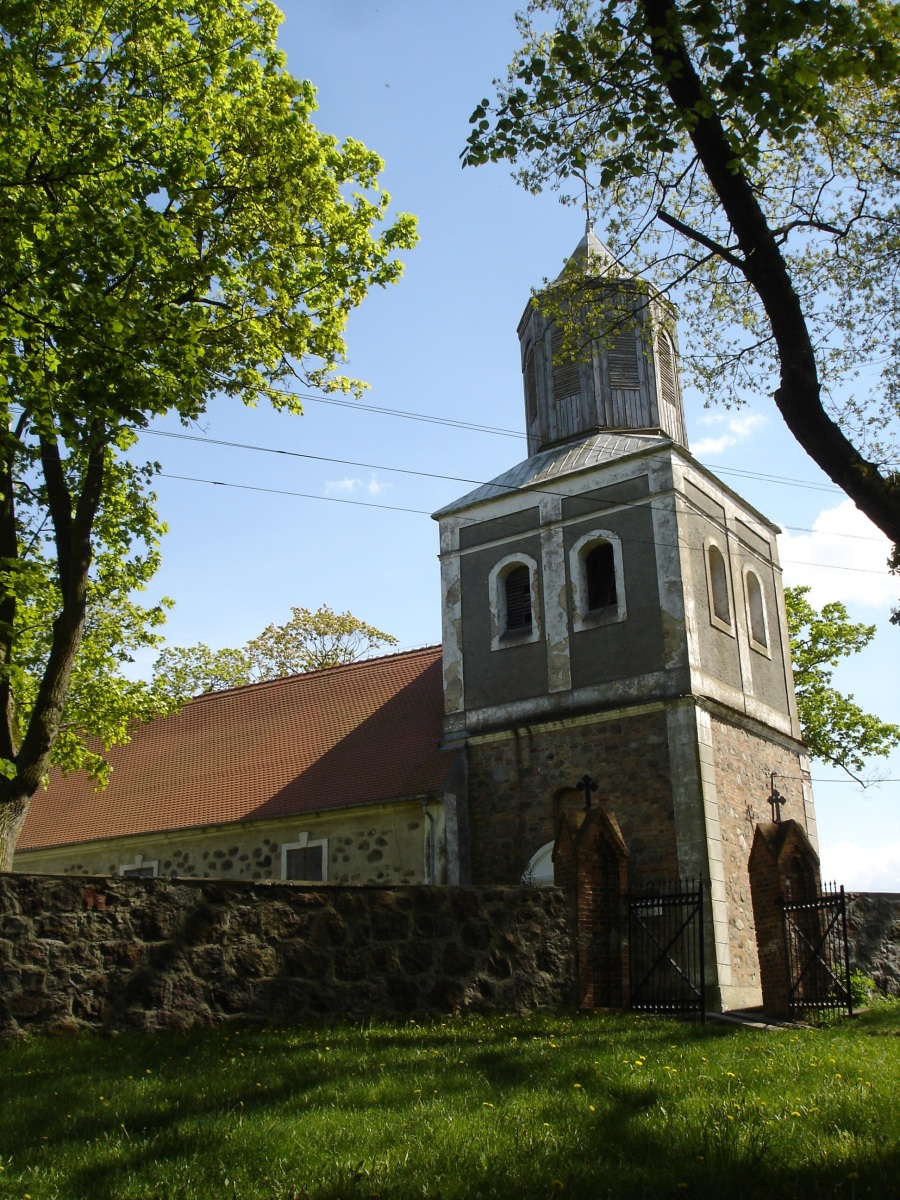
Dorfkirche Unsere Liebe Frau von Tschenstochau

Die Ortschaft ist möglicherweise mit dem Ort „Crimtzowe“ identisch, der in einer Tauschurkunde von 1248 erwähnt wird, mit der der pommersche Herzog Barnim I. dem Bischof Wilhelm von Cammin das Land Kolberg verlieh und dafür im Gegenzug von diesem das Land Stargard zu Lehen erhielt. Bald nach 1300 muss Kremzow in den Besitz der Familie Wedel gekommen sein. Diese besaß dort zeitweilig vier herrschaftliche Wohnsitze, die von verschiedenen Familienzweigen bewohnt wurden, darunter zwei alte Burgen. Im Jahr 1321 erhielten Conrado de Cremzow und seine Brüder von den pommerschen Herzögen eine Vergütung wegen erlittener Kriegsschäden.  Im 16. Jahrhundert bereiste Lupold von Wedel aus Kremzow  u. a. das Heilige Land.
Im 18. Jahrhundert befand sich der gesamte Besitz der Wedels in Kremzow in einer Hand. Ab etwa 1700 entstand das Schloss Kremzow, das später erweitert wurde. Eine der alten  Burgen, die Ruine der einst von Wasser umflossenen Burg Kremzow (ca. 13. – 16. Jh.), befand sich in der Ihna. Das alte Schloss, das im Dorf stand, wurde bereits im 18. Jahrhundert als Kornspeicher benutzt.
Um 1780 gab es in Kremzow neben der Burgruine in der Ihna ein Vorwerk, sieben Bauern, 13 Kossäten, einen  Gasthof, eine Schmiede, einen Schulmeister und 54 Haushaltungen.  In dem alten Schloss im Dorf befand sich um 1860 eine Destillerie. Gegen Ende des 20. Jahrhunderts wurde das 5.000 Morgen große Majorat Kremzow wegen Überschuldung seines Eigentümers eine Zeitlang unter staatliche Zwangsverwaltung gestellt.
Anfang der 1930er Jahre hatte die Gemarkung der Gemeinde Kremzow eine Flächengröße von 14,1  km², und auf dem Gemeindegebiet, auf dem Kremzow der einzige Wohnort war, standen  insgesamt 58 bewohnte Häuser.
Bis 1945  gehörte Kremzow zum  Landkreis Pyritz  in der Provinz Pommern.
Kurz vor  Ende des Zweiten Weltkriegs wurde die Region um Kremzow bis zum 2. März 1945 von einer Kampfgruppe der 28. SS-Freiwilligen-Panzergrenadier-Division „Wallonien“ verteidigt, die sich am  3. März  nach Stargard zurückzog. Anschließend  wurde Kremzow  von der Sowjetarmee eingenommen und besetzt. Als Folge des Krieges wurde der Ort als Krępcewo Teil Polens.

### Sehenswürdigkeiten
- Von Schloss Kremzow haben sich nur markante Tortürmchen erhalten, bekrönt von Kegeldächern
- unweit des Dorfes an der Ihna befindet sich die Ruine der Burg Kremzow
- die Dorfkirche birgt wertvolle Ausstattungsstücke der Familie Wedel
- etwa 500 m vor dem Dorf an der Kreuzung mit der Straße nach Strzebielewo (Strebelow) befindet sich das 1580 errichtete Bittkreuz (auch Bittsäule), die an die Pilgerfahrt von Leopold von Wedel nach Ägypten und ins Heilige Land in den Jahren 1578–1579 erinnert. Die Säule soll von Schloss Kremzow in derselben Entfernung stehen wie Golgatha vom Stadttor Jerusalems. Die Säule aus gotländischem Kalkstein ähnelt einem Sühnekreuz. Der Stein trägt eine Darstellung des Gekreuzigten mit wehendem Lendenschurz und den Schriftzug INRI. Die Inschrift lautet „biddet got vor allem cristen selen“.[8]

### Entwicklung der Einwohnerzahl
| Jahr | Anzahl | Anmerkungen                                                   |
| ---- | ------ | ------------------------------------------------------------- |
| 1817 | 357    |                                                               |
| 1865 | 480    | davon 274 auf dem Rittergut und 206 im Dorf                   |
| 1925 | 498    | in 95 Haushaltungen, davon 413 Protestanten und 83 Katholiken |
| 1933 | 424    |                                                               |
| 1939 | 419    |                                                               |

## Kirchspiel
Die vor 1945 in Kremzow anwesende Bevölkerung gehörte mit überwiegender Mehrheit der evangelischen Konfession an.
Die Protestanten aus Kremzow gehörten zum  evangelischen Kirchspiel Rupplin, die Katholiken zum katholischen Kirchspiel Stargard in Pommern.

## Söhne und Töchter des Ortes
- Lupold von Wedel (1544–1612/1615), deutscher Reiseschriftsteller, Kriegsberichterstatter und Söldnerführer
- Wilhelm Engelcke (1608–1683), deutscher evangelischer Theologe, bekleidete in Stargard in Pommern hohe Kirchenämter[11]
- Leopold Wilhelm von der Schulenburg (1772–1838), deutscher Gutsbesitzer,  Landrat und Träger des Ordens pour le merite